# Liste des planètes mineures non numérotées découvertes en mai 2008
Pour un article plus général, voir Liste des planètes mineures non numérotées découvertes en 2008.
Pour un article plus général, voir Liste des planètes mineures.
Cet article dresse la liste des planètes mineures (astéroïdes, centaures, objets transneptuniens et assimilés) non numérotées découvertes en mai 2008 dans l'ordre de leur découverte.
Au 15 janvier 2025, 661 077 des 1 434 993 planètes mineures répertoriées par le Centre des planètes mineures ne sont pas encore numérotées, soit 46,07 %.

## Rappel concernant la désignation provisoire
La désignation provisoire indique l'ordre de découverte de ces objets. En effet, cette désignation est composée de l'année de découverte (par exemple 2008) suivie de la quinzaine (demi-mois) de découverte (p.e. A = 1-15 janvier) puis de l'ordre de découverte dans cette quinzaine. Cet ordre est indiqué par une lettre et éventuellement un chiffre comme suit : A pour la première découverte, B pour la deuxième, ..., Z pour la 25e (le I n'est pas utilisé pour éviter la confusion avec 1), A1 pour la 26e, B1 pour la 27e, etc. , Z1 pour la 50e, A2 pour la 51e, B2 pour la 52e, etc. L'ordre de la numérotation ne suit donc pas l'ordre alphanumérique. 2008 AA1 suit ainsi 2008 AZ et précède 2008 AB1.

## Liste

### Du1erau 15 mai 2008
- 2008 JB
- 2008 JC
- 2008 JE
- 2008 JJ
- 2008 JN
- 2008 JP
- 2008 JQ
- 2008 JT
- 2008 JJ1
- 2008 JX1
- 2008 JE2
- 2008 JN2
- 2008 JT2
- 2008 JU2
- 2008 JV2
- 2008 JW2
- 2008 JC3
- 2008 JG3
- 2008 JL3
- 2008 JU5
- 2008 JV5
- 2008 JU7
- 2008 JZ7
- 2008 JH8
- 2008 JR9
- 2008 JA10
- 2008 JT10
- 2008 JY10
- 2008 JB11
- 2008 JD11
- 2008 JL11
- 2008 JD12
- 2008 JG12
- 2008 JA13
- 2008 JE13
- 2008 JS13
- 2008 JO14
- 2008 JR14
- 2008 JS14
- 2008 JF16
- 2008 JX16
- 2008 JY16
- 2008 JM17
- 2008 JO17
- 2008 JT19
- 2008 JW19
- 2008 JM20
- 2008 JC21
- 2008 JD21
- 2008 JB22
- 2008 JT23
- 2008 JX23
- 2008 JL24
- 2008 JP24
- 2008 JM26
- 2008 JS26
- 2008 JX26
- 2008 JP27
- 2008 JR27
- 2008 JU27
- 2008 JK29
- 2008 JY29
- 2008 JJ30
- 2008 JQ30
- 2008 JR30
- 2008 JY30
- 2008 JR31
- 2008 JS32
- 2008 JD33
- 2008 JQ33
- 2008 JT35
- 2008 JX35
- 2008 JQ36
- 2008 JH38
- 2008 JC40
- 2008 JJ40
- 2008 JO41
- 2008 JR41
- 2008 JG42
- 2008 JO43
- 2008 JX43
- 2008 JF44
- 2008 JG44
- 2008 JK44
- 2008 JM44
- 2008 JX44
- 2008 JA45
- 2008 JB45
- 2008 JC45
- 2008 JF45
- 2008 JJ45
- 2008 JL45
- 2008 JM45
- 2008 JN45
- 2008 JO45
- 2008 JP45
- 2008 JR45
- 2008 JS45
- 2008 JQ46
- 2008 JD47
- 2008 JE47
- 2008 JH47
- 2008 JS47
- 2008 JV47
- 2008 JX47
- 2008 JZ47
- 2008 JB48
- 2008 JD48
- 2008 JG48
- 2008 JH48
- 2008 JJ48
- 2008 JR48
- 2008 JS48
- 2008 JX48
- 2008 JY48
- 2008 JA49
- 2008 JK49
- 2008 JM49
- 2008 JN49
- 2008 JO49
- 2008 JQ49
- 2008 JX49
- 2008 JD50
- 2008 JF50
- 2008 JK50
- 2008 JL50
- 2008 JX50
- 2008 JY50
- 2008 JZ50
- 2008 JC51
- 2008 JE51
- 2008 JG51
- 2008 JS51
- 2008 JV51
- 2008 JW51
- 2008 JX51
- 2008 JC52
- 2008 JE52
- 2008 JG52
- 2008 JJ52
- 2008 JL52
- 2008 JN52
- 2008 JU52
- 2008 JV52
- 2008 JW52
- 2008 JX52
- 2008 JZ52
- 2008 JB53
- 2008 JG53
- 2008 JJ53
- 2008 JK53
- 2008 JM53
- 2008 JP53
- 2008 JQ53
- 2008 JX53
- 2008 JY53
- 2008 JA54
- 2008 JC54
- 2008 JD54
- 2008 JE54
- 2008 JF54
- 2008 JK54
- 2008 JM54
- 2008 JN54
- 2008 JP54
- 2008 JQ54
- 2008 JR54
- 2008 JV54
- 2008 JW54
- 2008 JX54
- 2008 JY54
- 2008 JA55
- 2008 JB55
- 2008 JC55
- 2008 JD55
- 2008 JF55
- 2008 JG55
- 2008 JH55
- 2008 JJ55
- 2008 JK55
- 2008 JL55
- 2008 JM55
- 2008 JN55
- 2008 JO55
- 2008 JP55
- 2008 JT55
- 2008 JU55

### Du 16 au 31 mai 2008
- 2008 KH
- 2008 KO
- 2008 KQ
- 2008 KS
- 2008 KT
- 2008 KM2
- 2008 KV2
- 2008 KW2
- 2008 KX2
- 2008 KF3
- 2008 KM3
- 2008 KN3
- 2008 KQ3
- 2008 KO4
- 2008 KU4
- 2008 KG5
- 2008 KQ5
- 2008 KA6
- 2008 KB6
- 2008 KC6
- 2008 KE6
- 2008 KF6
- 2008 KO7
- 2008 KL8
- 2008 KO8
- 2008 KP8
- 2008 KW8
- 2008 KL9
- 2008 KP9
- 2008 KV10
- 2008 KW10
- 2008 KF11
- 2008 KG11
- 2008 KL11
- 2008 KN11
- 2008 KB12
- 2008 KO12
- 2008 KP14
- 2008 KX14
- 2008 KH15
- 2008 KQ15
- 2008 KR15
- 2008 KT15
- 2008 KY15
- 2008 KE17
- 2008 KP17
- 2008 KO18
- 2008 KB19
- 2008 KA20
- 2008 KF20
- 2008 KY20
- 2008 KD21
- 2008 KE21
- 2008 KJ21
- 2008 KR21
- 2008 KY21
- 2008 KZ21
- 2008 KJ22
- 2008 KL22
- 2008 KR22
- 2008 KT22
- 2008 KW22
- 2008 KX22
- 2008 KY23
- 2008 KH24
- 2008 KJ24
- 2008 KP24
- 2008 KZ24
- 2008 KA25
- 2008 KB25
- 2008 KU25
- 2008 KD26
- 2008 KG26
- 2008 KH27
- 2008 KA28
- 2008 KC28
- 2008 KG28
- 2008 KQ28
- 2008 KM30
- 2008 KQ30
- 2008 KT30
- 2008 KJ31
- 2008 KL31
- 2008 KF32
- 2008 KL32
- 2008 KO32
- 2008 KA33
- 2008 KD33
- 2008 KH33
- 2008 KW33
- 2008 KH34
- 2008 KX34
- 2008 KY34
- 2008 KE35
- 2008 KO35
- 2008 KS35
- 2008 KT35
- 2008 KU35
- 2008 KW35
- 2008 KY35
- 2008 KB36
- 2008 KE36
- 2008 KJ36
- 2008 KN36
- 2008 KH38
- 2008 KO39
- 2008 KV40
- 2008 KH41
- 2008 KS41
- 2008 KA42
- 2008 KE42
- 2008 KR42
- 2008 KY42
- 2008 KB44
- 2008 KT44
- 2008 KX44
- 2008 KK45
- 2008 KV45
- 2008 KB46
- 2008 KC46
- 2008 KG46
- 2008 KH46
- 2008 KJ46
- 2008 KL46
- 2008 KO46
- 2008 KQ46
- 2008 KS46
- 2008 KV46
- 2008 KM47
- 2008 KO47
- 2008 KP47
- 2008 KT47
- 2008 KU47
- 2008 KV47
- 2008 KW47
- 2008 KY47
- 2008 KJ48
- 2008 KL48
- 2008 KM48
- 2008 KN48
- 2008 KP48
- 2008 KU48
- 2008 KZ48
- 2008 KB49
- 2008 KG49
- 2008 KH49
- 2008 KJ49
- 2008 KL49
- 2008 KM49
- 2008 KN49
- 2008 KO49
- 2008 KP49
- 2008 KR49
- 2008 KS49
- 2008 KT49
- 2008 KU49
- 2008 KV49
- 2008 KW49
- 2008 KX49
- 2008 KY49